# グッドラックスリー
株式会社グッドラックスリー（Good Luck 3）は、ブロックチェーンのプロダクト・サービス企画/開発 / 運営、スマートフォンゲーム、アプリケーションソフトウェアの企画 / 開発 / 運営、映像芸能事業を主な事業内容とする日本の企業。

## 概要
2013年に、株式会社 ドリームインキュベータ出身の井上和久が設立した、ブロックチェーンのプロダクト・サービス企画/開発 / 運営、スマートフォンゲーム、アプリケーションソフトウェアの企画 / 開発 / 運営、映像芸能事業を主な事業内容とする企業である。また、ゲームビジネスの展開を目指す企業とパートナーシップを構築し（サンリオ、ハウステンボスなど）、アプリの共同開発も行っている。

## 沿革
2013年 2月12日　　株式会社グッドラックスリー設立
2014年 5月23日　　第三者割当増資により1億3,050万円を調達
2014年10月21日　 本社を現住所に移転
2015年 3月 6日      エンジェル税制 適用会社の認定を受ける
2015年 6月19日    「Startup Weekend Fukuoka」で代表 井上和久が審査員を務める
2015年 5月25日　 「Ruby・コンテンツフォーラムFUKUOKA」に代表取締役CEO井上和久が登壇
2015年 7月18日     音楽交流イベント『HAKATA FRIENDSHIP』を開催 
2015年7月14日     『CGプロダクション年鑑 2015』に掲載される
2015年 9月 2日　  第三者割当増資により1億円を調達
2015年10月22日　 スマホゲーム「さわって！ぐでたま」Google Play/AppStore 版配信開始
2015年10月26日　「Game Talk 釜山」に代表取締役CEOの井上和久が登壇
2015年10月30日　 『さわって！ぐでたま』 が30万ダウンロード突破
2015年11月24日     代表取締役CEOの井上和久が「フクオカ・スタートアップ・セレクション」に登壇
2015年11月27日     福岡市ステップアップ助成事業で奨励賞を受賞、「創業者応援団フォーラム 2015」で事業計画のプレゼンテーションを行う
2016年 6月  3日     新作スマホアプリ『さわって！ぐでたま　～しょうゆましまし～』が配信開始
2016年 6月  7日　  新作『さわって！ぐでたま　～しょうゆましまし～』 配信開始から3日間で20万ダウンロード突破
2016年 6月  9日     「福岡-釜山ビジネスCEOフォーラム」に代表取締役CEOの井上和久が登壇
2016年 7月 25日  『FVB協議会総会・福岡ﾍﾞﾝﾁｬｰｸﾗﾌﾞ総会』に代表取締役CEOの井上和久がパネリストとして登壇
2016年10月17日  『人生のメソッド～大賀屋薬局編～』がKBCにて放送開始
2017年 5月  2日    ドラマ「人生のメソッド」 シリーズ最新作「英進館編」がKBCで地上波放送
2017年 4月24日   『エアリアルレジェンズ』事前登録者数が20万人を突破
2017年 4月27日    グッドラックスリーとハウステンボスがテーマパーク初の本格派スマホゲームの共同開発を発表 
2017年 5月23日    タワーオフェンスRPG 『エアリアルレジェンズ』 が iOS / Androidで配信開始
2017年 9月  9日    福岡市主催のイベント「ザ・クリエイターズ」にて「The Legend of Yamakasa」ステージパフォーマンス披露
2019年 6月18日　 イーサリアムのブロックチェーン上で動作する国内初のアプリ「くりぷ豚」正式リリース

## 賞歴
- 2014:  「SMARTPHONE APP JAM 2014」福岡予選  ハッカソン部門最優秀賞受賞
- 2015:  「福岡ビジネス・デジタル・コンテンツ賞2015」DLE賞
- 2015:  「福岡ビジネス・デジタル・コンテンツ賞 2015」特別賞を受賞
- 2015:  「Job Creation 2015」37位
- 2015:  「福岡市ステップアップ助成事業」奨励賞
- 2016:  「日本アントレプレナー大賞」庄司正英賞－エンタメ（社会貢献）部門 受賞
- 2017:  「SLUSH」福岡市代表スタートアップ選抜ピッチ大会　最優秀スタートアップ賞受賞
- 2017:    福岡ビジネス・デジタル・コンテンツ賞2017　優秀賞受賞
- 2017:  「Latitude59」福岡市代表スタートアップ選抜ピッチ大会 最優秀スタートアップ賞受賞
- 2017:    App Ape Award 2016　スタートアップゲーム賞受賞
- 2018:  「Latitude59」福岡市代表スタートアップ選抜ピッチ大会　最優秀スタートアップ賞受賞 [2]。

## 主な制作作品
LuckyMe
ブロックチェーン技術を活用した、独自のトークン（仮想通貨）「LUCKCOIN（ラックコイン）」により、広告収益のみに頼らないエコシステムの成立を支援する仕組み。
共同開発アプリ
ゲームビジネスの展開を目指す企業とパートナーシップを構築し、アプリの共同開発を行っている。ゲーム開発エンジンUnity®ソフトウェアとグッドラックスリーが独自に開発したG-engineを利用した開発体制を敷く。 
仮想通貨イーサリアムのブロックチェーン技術とイーサリアムを導入した国内初のスマートフォン向け新作ゲームアプリ「くりぷ豚（トン） (Crypt-Oink)」、タワーオフェンスRPGスマホアプリ「エアリアルレジェンズ」、カジュアルゲームスマホアプリ「さわって!ぐでたま〜さんどめのしょうじき〜」「さわって!ぐでたま〜しょうゆましまし〜」「さわって!ぐでたま」等がある。
くりぷ豚
仮想通貨イーサ(ETH)を使って架空の生物「くりぷトン」を購入・販売したり、お見合い(配合)させたりして楽しむことができる、イーサリアムのブロックチェーンを利用した育成シミュレーションゲーム。アプリデータを個人が所有することができ、誰でも閲覧できる分散型アプリケーション(DApps)のひとつであり、国内では初の本格事業化である。
映像芸能

企業PR映像「先駆者のメソッド」シリーズ
グッドラックスリーが制作するドキュメンタリー＆ドラマシリーズ。地場企業に焦点を当て、その企業の創業や商品・サービスにまつわる物語を「ドキュメンタリー」と「ドラマ」という形で伝えるために制作された映像作品。監督は村上研太。
ドラマシリーズ「人生のメソッド」シリーズ
グッドラックスリーが制作するドラマシリーズ。